# Lo correcto y lo bueno
Lo correcto y lo bueno (The Right and the Good) es un libro de 1930 del filósofo escocés William David Ross. En él, Ross desarrolla un pluralismo deontológico basado en deberes prima facie. Ross defiende una posición realista sobre la moralidad y una posición intuicionista sobre el conocimiento moral. Lo correcto y lo bueno ha sido elogiado como una de las obras más importantes de la teoría ética del siglo XX.

## Resumen
Como sugiere el título, Lo correcto y lo bueno trata de la corrección, la bondad y su relación entre sí.: x  La corrección es una propiedad de los actos, mientras que la bondad se refiere a varios tipos de cosas. Según Ross, hay ciertas características que ambas tienen en común: son propiedades reales, son indefinibles, pluralistas y conocibles a través de la intuición. Un elemento central de la corrección son los deberes prima facie (prima facie duties), por ejemplo, el deber de cumplir las promesas o de abstenerse de dañar a los demás. De especial interés para comprender la bondad es el valor intrínseco: lo que es bueno en sí mismo. Ross atribuye valor intrínseco al placer, el conocimiento, la virtud y la justicia. Es fácil confundir la corrección y la bondad en el caso de la bondad moral. Un acto es correcto si se ajusta al deber absoluto del agente. Hacer el acto por el motivo apropiado no es importante para la corrección, pero es fundamental para la bondad moral o la virtud. Ross utiliza estas consideraciones para señalar los defectos de otras teorías éticas, por ejemplo, en el utilitarismo ideal de G. E. Moore o en la deontología de Immanuel Kant.

### Realismo e indefinibilidad
Ross defiende una posición realista sobre la moralidad: el orden moral expresado en los deberes prima facie es tan real como "la estructura espacial o numérica expresada en los axiomas de la geometría o la aritmética".: 29–30  Además, los términos "correcto" y "bueno" son indefinibles. Esto significa que varias teorías naturalistas que intentan definir "bueno" en términos de deseo o "correcto" en términos de producir el mayor placer fracasan.: 11–2  Pero esto se extiende incluso a las teorías que caracterizan uno de estos términos a través del otro. Ross usa esta línea de pensamiento para objetar el utilitarismo ideal de Moore, que define "correcto" en términos de "bueno" al sostener que una acción es correcta si produce el mejor resultado posible.

### Lo correcto
Ross, como Immanuel Kant, es un deontólogo: sostiene que la corrección depende de la adherencia a los deberes, no de las consecuencias. Pero en contra del monismo de Kant, que basa la ética en un solo principio fundacional, el imperativo categórico, Ross sostiene que hay una pluralidad de deberes prima facie que determinan lo que es correcto.: xii  Algunos deberes se originan en nuestras propias acciones anteriores, como el deber de fidelidad (cumplir las promesas y decir la verdad) y el deber de reparación (hacer las paces por actos ilícitos). El deber de gratitud (devolver las bondades recibidas) surge de las acciones de los demás. Otros deberes incluyen el deber de no dañar (no hacer daño a los demás), el deber de beneficencia (promover el máximo del bien agregado), el deber de superación personal (mejorar la propia condición) y el deber de justicia (distribuir equitativamente los beneficios y las cargas).: 21–5 
Un problema que el pluralista deontológico tiene que enfrentar es que pueden surgir casos en los que las exigencias de un deber violan otro deber, los llamados dilemas morales. Por ejemplo, hay casos en los que es necesario romper una promesa para aliviar la angustia de alguien.: 28  Ross utiliza la distinción entre deberes prima facie y deber absoluto para resolver este problema.: 28  Los deberes enumerados anteriormente son deberes prima facie; son principios generales cuya validez es evidente para las personas moralmente maduras. Son factores que no tienen en cuenta todas las consideraciones. El deber absoluto, por otro lado, es particular de una situación específica: toma todo en cuenta y tiene que ser juzgado caso por caso. Varias consideraciones están involucradas en tales juicios, por ejemplo, sobre qué deberes prima facie se mantendrían o violarían y qué importancia tienen en el caso en cuestión. Ross utiliza la comparación con la física, donde varias fuerzas, por ejemplo, debido a la gravitación o el electromagnetismo, afectan el movimiento de los cuerpos, pero el movimiento general no está determinado por un solo componente de fuerza, sino por la fuerza neta total.: 28–9  Es el deber absoluto el que determina qué actos son correctos o incorrectos. De esta manera, se pueden resolver los dilemas que plantean los deberes prima facie.: 21–2 

### Lo bueno
El término "bueno" se usa en varios sentidos en lenguaje natural. Ross señala que es importante para la filosofía distinguir entre el sentido atributivo y el predicativo.: 65  En el sentido atributivo, "bueno" significa hábil o útil, como en "un buen cantante" o "un buen cuchillo". Este sentido de bueno es relativo a un tipo determinado: ser bueno como algo. Por ejemplo, una persona puede ser buena como cantante pero no como cocinero.: 65–7  El sentido predicativo de bueno, en cambio, como en "el placer es bueno" o "el conocimiento es bueno" no es relativo en este sentido. De interés principal para la filosofía es un cierto tipo de bondad predicativa: la llamada bondad intrínseca. Una cosa intrínsecamente buena es buena en sí misma: sería buena incluso si existiera por sí sola, no es meramente buena como medio debido a sus consecuencias.: 67–8 
Según Ross, la intuición autoevidente muestra que hay cuatro tipos de cosas que son intrínsecamente buenas: placer, conocimiento, virtud y justicia. "Virtud" se refiere a acciones o disposiciones para actuar por motivos apropiados, por ejemplo, por el deseo de cumplir con el deber. "Justicia", por otro lado, se trata de la felicidad en proporción al mérito. Por lo tanto, el placer, el conocimiento y la virtud atañen estados mentales, en contraste con la justicia, que se refiere a una relación entre dos estados mentales. Estos valores se presentan en grados y son comparables entre sí. Ross sostiene que la virtud tiene el valor más alto, mientras que el placer tiene el valor más bajo. Va tan lejos como para sugerir que "ninguna cantidad de placer es igual a cualquier cantidad de virtud, que de hecho la virtud pertenece a un orden superior de valor".: 150  Los valores también pueden compararse dentro de cada categoría, por ejemplo, el conocimiento bien fundamentado de principios generales es más valioso que el conocimiento débilmente fundamentado de asuntos aislados.: 146–7 

### Intuicionismo
Según el intuicionismo de Ross, podemos conocer verdades morales a través de la intuición, por ejemplo, que está mal mentir o que el conocimiento es intrínsecamente bueno. Las intuiciones implican una aprehensión directa que no está mediada por inferencias o deducciones: son autoevidentes y, por lo tanto, no necesitan ninguna prueba adicional. Esta habilidad no es innata, sino que debe desarrollarse en el camino hacia la madurez mental.: 29  Pero en su forma completamente desarrollada, podemos conocer las verdades morales tan bien como podemos conocer las verdades matemáticas, como los axiomas de la geometría o la aritmética.: 30  Este conocimiento autoevidente se limita a principios generales: podemos llegar a conocer los deberes prima facie de esta manera, pero no nuestro deber absoluto en una situación particular: lo que deberíamos hacer, considerando todo.: 19–20, 30  Todo lo que podemos hacer es consultar la percepción para determinar qué deber prima facie tiene el mayor peso normativo en este caso particular, aunque esto generalmente no equivale a conocimiento adecuado debido a la complejidad involucrada en la mayoría de los casos específicos.

### Objeciones a otras teorías
Varios argumentos en Lo correcto y lo bueno se dirigen contra el utilitarismo en general y contra la versión de Moore en particular. Ross reconoce que existe el deber de promover el máximo de bien agregado, como exige el utilitarismo. Pero, según Ross, esto es solo uno de los deberes, además de varios otros, que son ignorados por la perspectiva demasiado simplista y reductiva del utilitarismo.: 19  Otro defecto del utilitarismo es que ignora el carácter personal de los deberes, por ejemplo, en relación con la fidelidad y la gratitud.: 22  Ross argumenta que su pluralismo deontológico es mejor para captar la moralidad del sentido común, ya que evita estos problemas.
Ross se opone a la opinión de Kant de que la corrección de las acciones depende de su motivo. Tal punto de vista conduce a una explicación circular o incluso contradictoria del deber, ya que "las personas que sostienen que nuestro deber es actuar por un motivo determinado, por lo general ... sostienen que el motivo por el que debemos actuar es el sentido del deber".: 5  Así que "es mi deber realizar el acto A desde el sentido de que es mi deber realizar el acto A".: 5  Para evitar este problema, Ross sugiere que la bondad moral debe distinguirse de la corrección moral o la obligación moral.: 5  El valor moral de una acción depende del motivo, pero el motivo no es relevante para determinar si el acto es correcto o incorrecto.

## Crítica
El intuicionismo de Ross se basa en nuestras intuiciones sobre lo que es correcto y lo que tiene valor intrínseco como fuente de conocimiento moral. Pero es cuestionable cuán confiables son las intuiciones morales. Una preocupación se debe al hecho de que hay mucho desacuerdo sobre los principios morales fundamentales. Otra duda proviene de una perspectiva evolutiva que sostiene que nuestras intuiciones morales están moldeadas principalmente por presiones evolutivas y menos por la estructura moral objetiva del mundo.
Los utilitaristas han defendido su posición contra las acusaciones de ser demasiado simplistas y de estar fuera de contacto con la moralidad del sentido común señalando fallas en los argumentos de Ross. Muchos ejemplos de Ross a favor del pluralismo deontológico parecen basarse en una caracterización bastante genérica de los casos. Pero si se completan los detalles particulares se puede demostrar que el utilitarismo está más en contacto con el sentido común de lo que se sugirió inicialmente.
Otra crítica se refiere al término "deber prima facie" de Ross. Como ha señalado Shelly Kagan, este término es desafortunado ya que implica una mera apariencia como, por ejemplo, cuando alguien está bajo la ilusión de tener un cierto deber. Pero lo que Ross intenta transmitir es que todo deber prima facie tiene un peso normativo real, aunque pueda ser anulado por otras consideraciones. Esto se expresaría mejor con el término "deber pro tanto" (pro tanto duty).

## Influencia
El pluralismo deontológico de Ross fue una verdadera innovación y proporcionó una alternativa plausible a la deontología kantiana. Su intuicionismo ético encontró pocos seguidores entre sus contemporáneos, pero ha visto un renacimiento a finales del siglo XX y principios del XXI. Entre los filósofos influenciados por Lo correcto y lo bueno se encuentran Philip Stratton-Lake, Robert Audi, Michael Huemer y C. D. Broad.